# 維新里 (高雄市)
維新里是台湾高雄市永安區人口最多的里，舊稱竹子港，日治初期曾為竹子港區的行政中心，今名來自清領時期的堡里名。位於永安區東南部，北接保寧里，西以公溝與永華里為界，東鄰岡山區本洲里，南則隔阿公店溪與岡山區復興里、彌陀區鹽埕里、文安里及舊港里相望。面積是6.57344平方公里，包含16鄰，轄區人口3915人。